# フランス自由＝ダニエル・ミッテラン財団
フランス自由＝ダニエル・ミッテラン財団（仏：France libertés - Fondation Danielle Mitterrand））は、フランスにおける財団法人の一つ。本部はパリにある。

## 概要
元フランス第五共和国大統領フランソワ・ミッテランの配偶者であったダニエル・ミッテランによって創設された。
フランス国内では公益協会として公認されているが、1991年から国際連合の諮問機関としても公認されている。重要の課題は水や教育、及び民主主義の復活などである。活動家は5,000人と言う。